# Oughterside and Allerby
Oughterside and Allerby – civil parish w Anglii, w Kumbrii, w dystrykcie (unitary authority) Cumberland. W 2011 civil parish liczyła 619 mieszkańców.